# Xenofont de Xipre
Xenofont de Xipre (grec antic: Ξενοφῶν, llatí: Xenophon) fou un escriptor de l'antiga Grècia natural de Xipre que va escriure una història amb el títol de Κυπριακά ('Cípries').